# Vùng sa mạc và cây bụi xeric

Phạm vi sa mạc và cây bụi xeric

Vùng sa mạc và cây bụi xeric là một loại môi trường sống được xác định bởi Quỹ Quốc tế Bảo vệThiên nhiên. Sa mạc và cây bụi xeric tạo thành quần xã sinh vật trên cạn lớn nhất, chiếm 19% diện tích bề mặt đất của Trái đất. Khu vực sinh thái này khác nhau rất nhiều về lượng mưa hàng năm mà chúng nhận được, thường là dưới 10 inch (250 mm) hàng năm. Nói chung sự bốc hơi vượt quá lượng mưa trong các vùng sinh thái này. Sự thay đổi nhiệt độ cũng rất đa dạng ở những vùng đất này. Nhiều sa mạc, như Sahara, quanh năm có khí hậu nóng bức nhưng những nơi khác, chẳng hạn như sa mạc Gobi của châu Á, trở nên khá lạnh vào mùa đông.
Nhiệt độ cực đoan là một đặc điểm của hầu hết các sa mạc. Nhiệt độ ban ngày cao nhường chỗ cho đêm lạnh vì không có lớp cách nhiệt do độ ẩm và mây che phủ. Sự đa dạng của điều kiện khí hậu, mặc dù khá khắc nghiệt, hỗ trợ nhiều môi trường sống phong phú. Nhiều trong số các môi trường sống này là phù du trong tự nhiên, phản ánh sự ít ỏi và theo mùa của sự có mặt của nước. Cây bụi và thân cây thân gỗ đặc trưng cho thảm thực vật ở những vùng này. Trên hết, các cây này đã phát triển để giảm thiểu mất nước. Đa dạng sinh học bao gồm các loài động vật thích nghi tốt và khá đa dạng.

## Sa mạc hóa

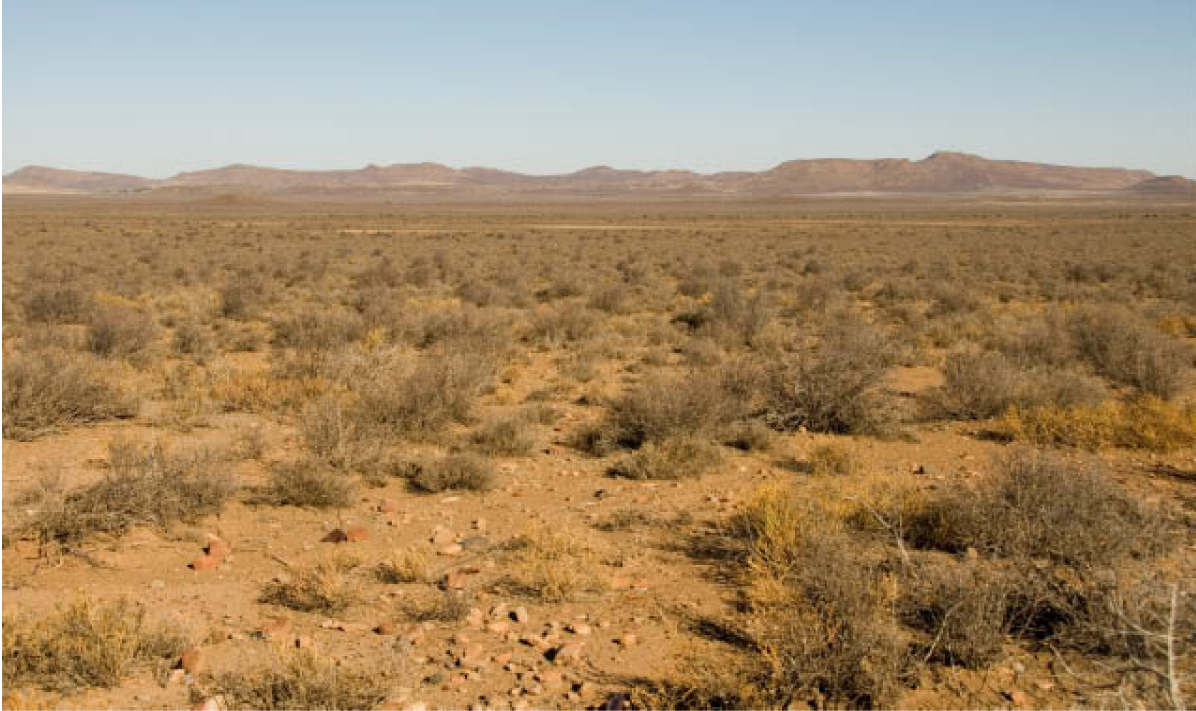
Nama Karoo ở Nam Phi là một vùng cây bụi xeric nhận được từ 100 and 500 mm mưa một năm.

Việc chuyển đổi các vùng đất khô hạn sản xuất sang sa mạc, được gọi là sa mạc hóa, có thể xảy ra từ nhiều nguyên nhân khác nhau. Một là sự can thiệp của con người, bao gồm làm đất nông nghiệp thâm canh, chăn thả quá mức  ở những khu vực không thể hỗ trợ khai thác như vậy. Các dịch chuyển khí hậu như sự nóng lên toàn cầu hoặc chu kỳ Milankovitch (điều khiển các dòng sông băng và gian băng) cũng ảnh hưởng đến mô hình sa mạc trên Trái đất.

## Vùng sinh thái
Quỹ Thiên nhiên Thế giới nhấn mạnh một số vùng sinh thái sa mạc có mức độ đa dạng sinh học và đặc hữu cao:
- Nama Karoo của Namibia có hệ động vật sa mạc đa dạng nhất thế giới.[5]
- Sa mạc Chihuahuan và trung tâm Mexico là những sa mạc đa dạng loài nhất ở vùng Neotropics.[6]
- Vùng cây bụi xeric Carnarvon của Úc là một trung tâm khu vực cho chủ nghĩa đặc hữu.[1]
- Sa mạc Sonoran và Baja của Mexico là những cộng đồng sa mạc khác thường bị chi phối bởi những cây xương rồng khổng lồ.
- Rừng gai Madagascar
- Sa mạc Atacama